# Always zoku san-chōme no yūhi
Série
Always : Crépuscule sur la troisième rue
(2005) Always san-chōme no yūhi '64
(2012)
Pour plus de détails, voir Fiche technique et Distribution.
Always zoku san-chōme no yūhi (ALWAYS 続・三丁目の夕日) est un film japonais réalisé par Takashi Yamazaki, sorti en 2007.

## Synopsis
Le film se déroule à Yuhigacho 3-chōme dans le quartier de Shitamachi à Tokyo en 1959.
D'un côté de la famille Suzuki, on accueille temporairement leur fille Mika. Norifumi, Chie et Rokuko sont tous très accueillants, mais Ippei est très hostile à Mika.
De l'autre côté de la famille, Ryunosuke continue d'élever Junnosuke, mais le père biologique de celui-ci, Kawabuchi, continue d'essayer de reprendre son fils. Ryunosuke promet à Kawabuchi de permettre à Junnosuke de bien vivre. Cependant, avec la hausse des prix, la vie de Ryunosuke devient de plus en plus difficile. Junnosuke décide secrètement d'économiser de l'argent pour son déjeuner, ce qui choque même les professeurs de l'école.
Guangmei doit travailler dans une salle de strip-tease pour rembourser la dette liée au traitement médical de son père. Un chef de gang d'Osaka veut l'épouser en secondes noces.
Ryunosuke tente désespérément de se présenter à nouveau au prix Akutagawa. Cette fois, son œuvre est finalement sélectionnée comme finaliste du prix et les habitants de 3-chōme sont heureux pour lui. Un membre du jury lui dit qu'il ne gagnera pas le prix, car il ne socialise pas assez. Les habitants de 3-chōme collectent de l'argent pour lui...

## Fiche technique
- Titre : Always zoku san-chōme no yūhi
- Titre original : ALWAYS 続・三丁目の夕日
- Titre anglais : Always: Sunset on Third Street 2
- Réalisation : Takashi Yamazaki
- Scénario : Takashi Yamazaki, Ryōta Kosawa et Ryōhei Saigan
- Musique : Naoki Satō
- Photographie : Kōzō Shibasaki
- Montage : Ryuji Miyajima
- Production : Chikahiro Ando et Nozomu Takahashi
- Société de production : Always 2 Film Partners, Dentsu Music and Entertainment, Imagica, Nippon Television Network, Robot Communications, Shōgakukan, Tōhō et Yomiuri Telecasting Corporation
- Pays :  Japon
- Genre :  Comédie dramatique et historique
- Durée : 146 minutes
- Dates de sortie : 
  -  Japon : 3 novembre 2007

## Distribution
- Shin'ichi Hatori
- Maki Horikita : Mutsuko Hoshino
- Fumiyo Kohinata : Kawabuchi Yasunari
- Kazuki Koshimizu : Ippei Suzuki
- Koyuki : Hiromi Ishizaki
- Tomokazu Miura : Dr. Takuma
- Masako Motai : Kin Ohta
- Yōichi Nukumizu : Yoshida
- Kenta Suga : Junnosuke Furuyuki
- Shin'ichi Tsutsumi : Norifumi Suzuki
- Hiroko Yakushimaru : Tomoe Suzuki
- Hidetaka Yoshioka : Ryunosuke Chagawa

## Distinctions
Le film a été nommé pour treize Japan Academy Prizes et en a remporté deux : meilleur acteur pour Hidetaka Yoshioka et meilleur son.